# Billy Murdoch
William Lloyd Murdoch (bekannt als Billy Murdoch; * 18. Oktober 1854 in Sandhurst, Australien; † 18. Februar 1911 in Melbourne, Australien) war ein australischer Cricketspieler, der zwischen 1877 und 1890 für die australische Nationalmannschaft und in 1892 für die englische Nationalmannschaft spielte.

## Kindheit
Geboren in Victoria, zog seine Familie in den 1860er Jahren nach Sydney.

## Aktive Karriere
Murdoch gab sein First-Class-Debüt für New South Wales in der Saison 1875/76. Murdoch galt als der führende Wicket-Keeper in Australien, fand jedoch keine Berücksichtigung beim ersten Test der Tour gegen England, als Jack Blackham auf der Position berufen wurde. Daraufhin weigerte sich sein Team-Kollege Frederick Spofforth in diesem Test anzutreten. Im zweiten Test wurde Murdoch dann eingesetzt und gab so sein Debüt. Bei der nächsten Tour in der Saison 1878/79 war er dann wieder im Team, konnte jedoch nicht herausragen. Dies änderte sich beim ersten Test der 1880 in England ausgetragen wurde. Hier konnte er im zweiten Innings ein Century über 153* Runs erzielen, was jedoch nicht zum Sieg reichte. Wieder in Australien übernahm und ihm übernahm er bei der Tour 1881/82 die Rolle des Kapitäns und konnte im vierten Test ein Fifty über 85 Runs erzielen. Im folgenden Sommer führte er das Team dann wieder in England. Nachdem er dort, wie auch bei der Ashes Tour 1882/83 nicht als Better herausragen konnte, führte er das Team ein weiteres Mal im Sommer 1884 nach England. Dort gelangen ihm im dritten Test ein Double-Century über 211 Runs erreichen.
Nach seiner Rückkehr heiratete er und gab das First-Class-Cricket auf. Erst 1890 war er dann bei der Tour in England wieder mit dabei und führte das Team als Kapitän an. Zwar führte er das Team in den Averages über die Tour an, konnte jedoch in den tests nicht herausragen. Daraufhin verblieb er in England und qualifizierte sich für Sussex. In der Saison 1891/92 reiste er dann mit dem englischen Team nach Südafrika und war an dem Test der beiden Mannschaften beteiligt. Danach spielte er dann noch weiter First-Class Cricket, bis er im Jahr 1904 zurücktrat.

## Nach der aktiven Karriere
Er besuchte den vierten Test der Tour des südafrikanischen Teams in Australien im Februar 1911 in Melbourne und erlitt dort in der Lunch-Pause einen Anfall. Er verstarb noch am Nachmittag desselben Tages.